# Гогенцоллерни
Го́генцо́ллерни (нім. Hohenzollern) — німецький шляхетський рід швабського походження. Відомий завдяки молодшій гілці, на основі якої виникла династія німецьких монархів: бранденбурзьких курфюрстів (1415—1701), прусських королів (1701—1918) і німецьких імператорів (1871—1918). Династія виводиться від франконської гілки швабського графського роду Цоллернів. 1415 року нюрнберзький бургграф Фрідріх VI Гогенцоллерн отримав в лен Бранденбург і під ім'ям Фрідріха I став родоначальником династії Гогенцоллернів у Бранденбурзько-Прусській державі. Представники швабської лінії роду — Гогенцоллерни-Зігмарінгени в 1866—1947 роках мали румунський престол. Сім'я походила з району, що знаходився навколо міста Гехінген у Швабії наприкінці XI століття, та отримала своє ім'я від замку Гогенцоллерн.

## Замок Цоллерн

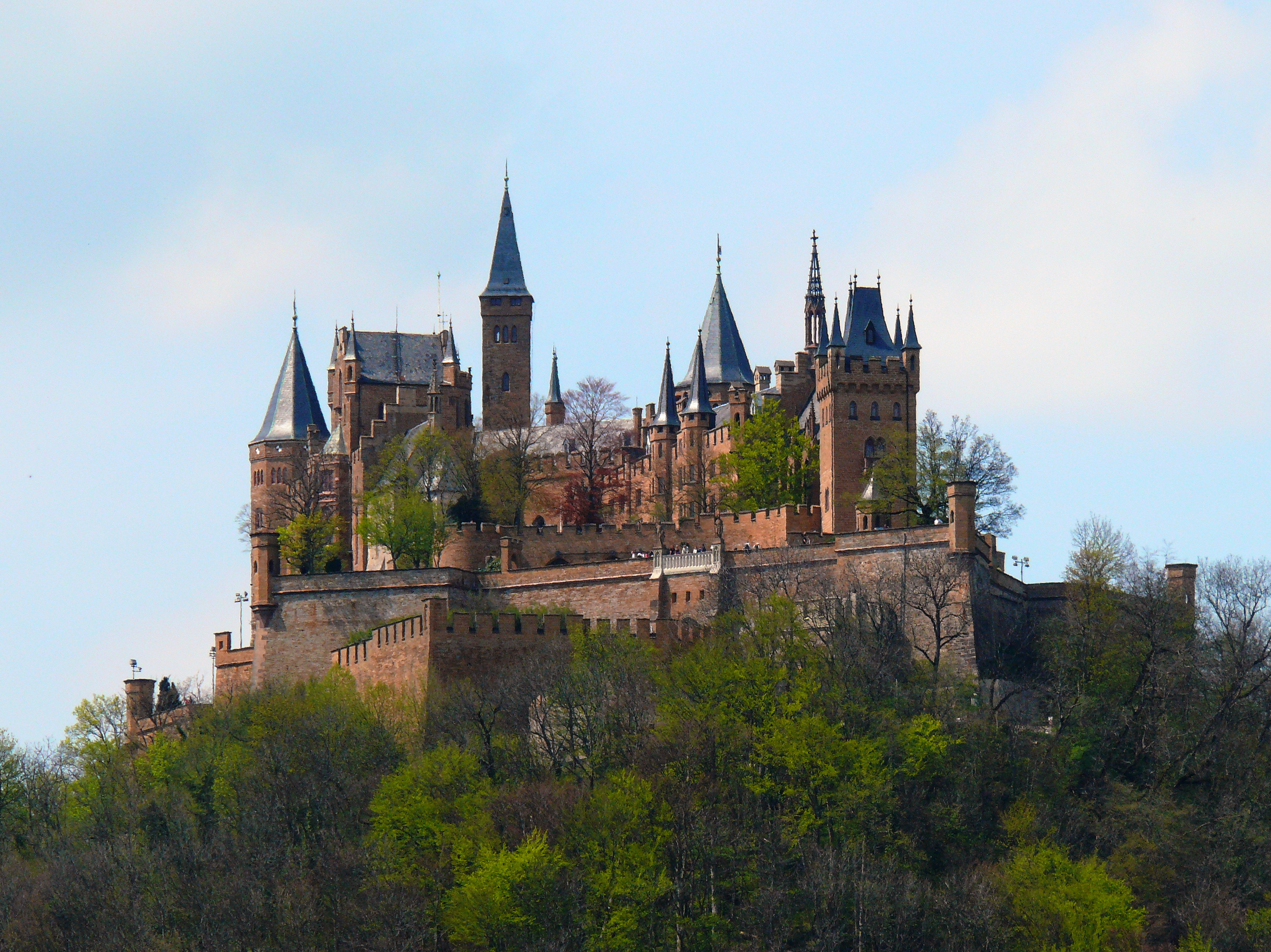
Замок Гогенцоллерн.

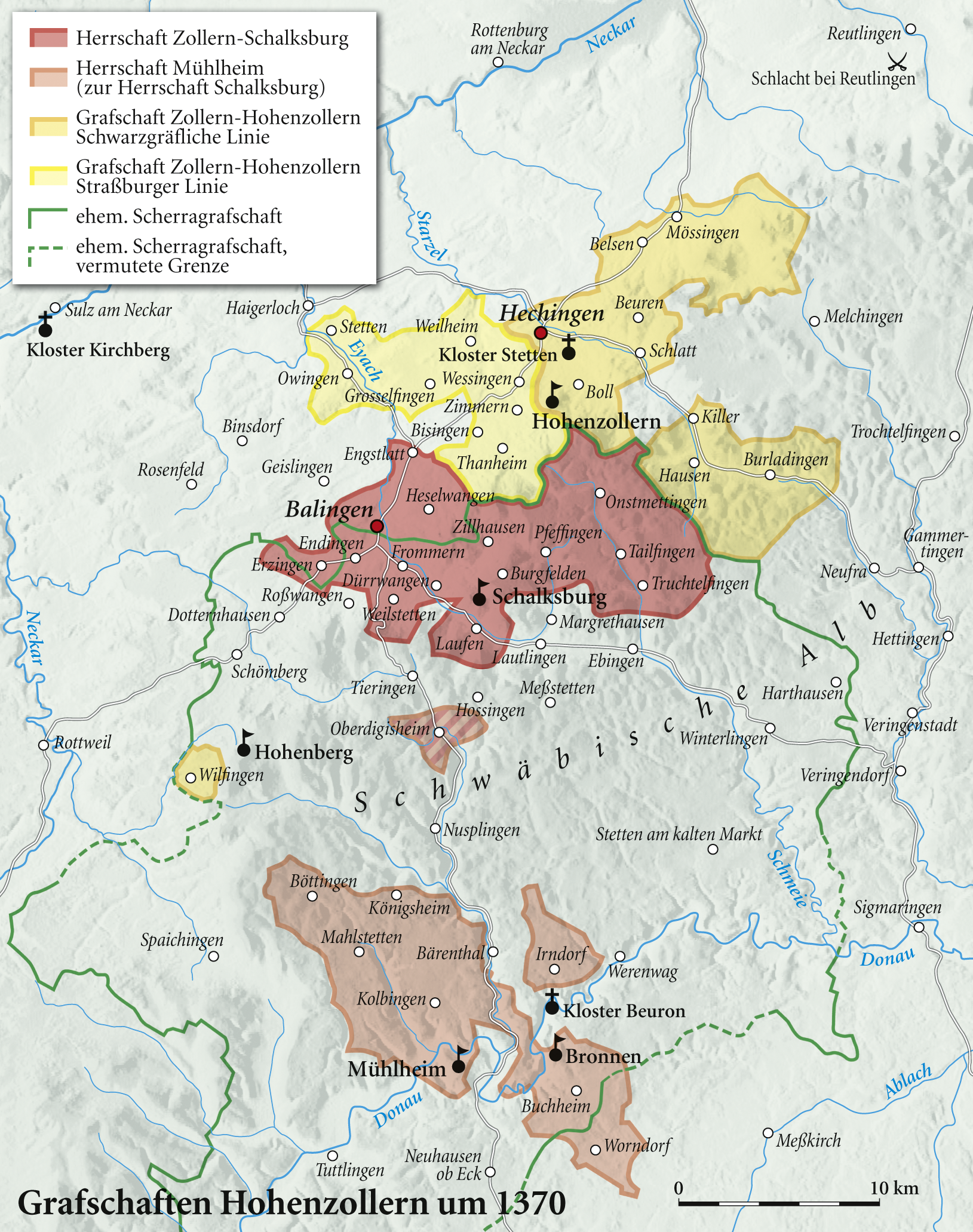
Володіння Гогенцоллернів у 1370 році

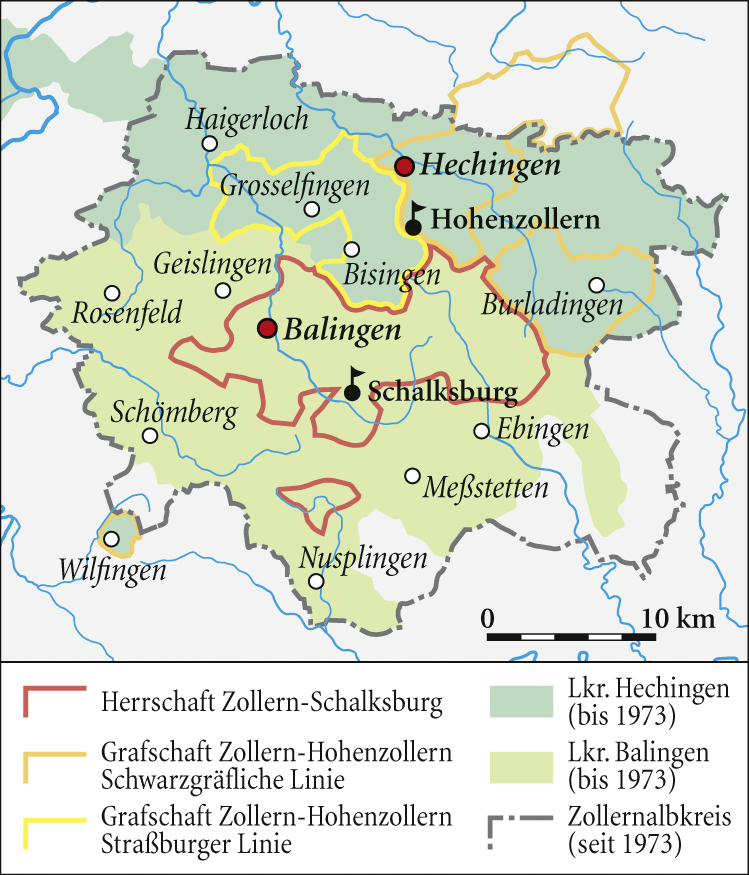
Місцевість Цоллернальб

Рід прусських королів веде свій початок із південнонімецької землі Швабії, де в середині XI ст. став відомий їхній прямий предок Буркхард фон Цолорін (Цоллерн). Граф володів замком Цоллерн (нім. Zollern) у південно-західній Швабії, на південь від Тюбінгена. Від назви скелі висотою 855 метрів, на якій стояв замок, і походить ім'я династії (від південнонімецького «хоенцоллер» — висока скеля).
Його правнук — Фрідріх III(I) фон Нюрнберг-Цоллерн перебрався у Франконію і одружився з Софією, донькою бургграфа Нюрнберга Конрада II фон Раабса. Завдяки цьому, а також тісним стосункам з імператором, Фрідріх близько 1192 отримав посаду бургграфа Нюрнберга, а також тисячу марок срібла, які він витратив на придбання нових володінь у Франконії. У 1204 сини Фрідріха —  Конрад I та Фрідріх IV(II) розділили його володіння. Від них пішли дві гілки роду: старша володіла землями, придбаними Фрідріхом I у Франконії, а молодша - родовими володіннями Цоллернів у Швабії.
Перші франконські Гогенцоллерни, прагнучи консолідувати свої володіння, за допомогою шлюбів та покупки земель змогли їх значно розширити. Так Конрад I, родоначальник франконської гілки, завдяки шлюбу успадкував великі володіння роду Абенбергов. Його син Фрідріх III(бургграф Нюрнбергу) завдяки першому шлюбу отримав частину володінь герцогів Меранських. Орім цього, він сприяв у 1273 році обранню королем Рудольфа I Габсбурга. Завдяки цьому, а також участі в розгромі армії короля Чехії Перемисл-Оттокара II, Фрідріх отримав від короля підтвердження своєї посади бургграфа, а також тисячу марок сріблом, витрачені на скупівлю нових земель. Надалі бургграфи Нюрнберга прагнули підтримувати добрі стосунки з імператорами та займали важливе становище у Священній Римській імперії. Так Фрідріх IV, син Фрідріха III, був одним із головних радників Людовіка IV Баварського. При цьому точного порядку успадкування не було, тому троє синів Фрідріха IV керували разом. Прагнучи зберегти єдність сімейного домену, один з них, бургграф Йоган II за угодою з братом встановив, що жодна його частина не може бути відділена, поки на це не дасть згоду голова роду. Йоганну II, який отримав прізвисько Набувач, також вдалося придбати ряд земель, значно округливши свої володіння. Також він близько року був адміністратором Бранденбурзької марки, яку пізніше отримає його онук.
Син Йоганна II, Фрідріх V, був близьким соратником імператора Карла IV Люксембурзького, обіймаючи різні імперські посади. Це дало йому велику вигоду. Найважливішим було отримання ним у 1363 році привілеї, яка закріпила за Гогенцоллернами статус імперських князів, завдяки чому Фрідріх набув прав, якими користувалися курфюрсти. Також Фрідріх додав на чорно-білий герб Цоллернів геральдичного лева, який був старим символом бургграфів Нюрнберга. Саме при ньому остаточно були сформовані володіння бургграфів Нюрнберга, набувши контурів, які майже не змінювалися надалі. Вони фактично складалися із двох окремих частин. Центром південно-західної частини, що була на Франконській рівнині, було місто Ансбах. Вона не була цілісною, у ній було багато анклавів, що були під керівництвом інших феодалів. Інша частина була на північному сході на височини, головними її володіннями були міста Байрейт, Кульмбах і Плассенбург. Також до її складу входила частина Франконського лісу і гірський масив Фіхтельгебірге, в якому розташовувалися копальні, що приносили значний дохід.
Фрідріх V був одружений з Єлизаветою Мейсенською, що походила з роду Веттінів (вона була дочкою маркграфа Месена Фрідріха II і Матильди Баварської, дочки імператора Людовика IV Баварського). У цьому шлюбі народилося два сини та сім дочок. Дві старші дочки якийсь час були заручені двома синами імператора Карла IV — Венцелем і Сигізмундом. Метою запланованих шлюбів, ймовірно, було бажання імператора успадкувати володіння Гогенцоллернів, оскільки Фрідріх V мав тільки доньок. Однак пізніше у нього народилося двоє синів — Йоган III і Фрідріх VI, після чого заручини були розірвані. У результаті старша з дочок, Єлизавета, вийшла за Рупрехта III Пфальцького, який пізніше став королем Німеччини. Інша, Беатрис, стала дружиною австрійського герцога Альбрехта III з династії Габсбургів. Ще одна з дочок Фрідріха, Маргарита, одружилася з ландграфом Гессена Германа II. Усі 3 дочки стали черницями.

## Зародження Бранденбург-Прусської гілки

### Макграфи Бранденбургу (1415–1619)
В 1415 бургграф Нюрнберзький Фрідріх VI (1371—1440) з роду Гогенцоллернов отримав марку Бранденбург, став курфюрстом Фрідріхом I.
У грудні 1510 року молодий Альбрехт Гогенцоллерн, двоюрідний брат курфюрста, був обраний великим магістром Тевтонського ордена.
Через 15 років в землях ордена перемогла Реформація. Прийнявши лютеранство, Альбрехт оголосив про секуляризації орденських володінь і перетворенні їх на світську державу. 

### Герцоги Пруссії (1525–1701)
В 1525 році виникло з центром у Кенігсберзі Прусське герцогство під спадковою владою Гогенцоллернів. В 1618 році Пруссія була успадкована бранденбурзьким курфюрстом Іоганном Сигізмундом (1608—1619), який перевів всю свою сім'ю на кальвінізм. У 1614 році до володінь Гогенцоллернів були приєднані Клеве і Рейнська область. Важливі територіальні придбання здобула династія за умовами Вестфальського миру (1648).

### Королі Пруссії (1701–1871)
Королями бранденбурзькі курфюрсти стали в 1701 році, коли курфюрст Фрідріх III отримав від імператора Леопольда I корону Пруссії; колишнє герцогство було тим самим зведено в ранг королівства. Політичний центр держави залишився в Бранденбурзі, але показово, що королівську гідність Фрідріх (відтепер він став іменуватися королем Фрідріхом I) прийняв за своїми прусськими володіннями, які не входили до складу Священної Римської імперії — це підкреслювало його незалежність. Назва Пруссія стало загальним ім'ям країни, власне прусські землі відтепер все частіше іменуються Східною Прусією.
Всього за три роки до Великої французької революції помер король Фрідріх II Великий і його змінив на троні племінник, Фрідріх-Вільгельм II (1786—1797) (Фрідріх-Вільгельм II був сином принца Августа Вільгельма Прусського, брата Фрідріха II, і Луїзи Амалії, уродженої принцеси Брауншвейг-Вольфенбюттельскої). Фрідріх-Вільгельм II не витримував ніякого порівняння зі своїм високообдарованим дядьком. По фізичному і психічному складу цей недалекий огрядний велетень нагадує сучасних йому бурбонський монархів — з тією різницею, що побожність і сентиментальність не заважають йому бути двоєженцем, хоча в морганатичний шлюб з фрейлінами він вступає за згодою королеви і при неодмінному схваленні лютеранської консисторії. У порядку реакції на стиль поведінки Фрідріха II новий король терпіти не міг французької культури і просвітницького скепсису.
Прусське королівство розширювалося завдяки військовим і дипломатичним успіхам Фрідріха Великого (1712—1786), а також в результаті угод, досягнутих на Віденському конгресі (1814—1815), поки династія Гогенцоллернів не перетворилася на наймогутнішого супротивника Габсбургів в боротьбі за лідерство в Німеччині. 

### Німецькі імператори (1871–1918)
Після перемог, які Пруссія здобула над Австрією (1866) і Францією (1870—1871), король Пруссії Вільгельм I у 1871 році став імператором Німецької Імперії. Зі сходженням Вільгельма I на новоутворений імперський престол титули короля Пруссії, герцога Пруссії та курфюрста Бранденбурга завжди приєднувалися до титулу «Німецький Імператор» (нім. Deutscher Kaiser).
Канцлер Отто Фон Бісмарк переконав Вільгельма саме на цьому титулі замість «Імператора Німеччини» (нім. Kaiser von Deutschland), який був не до душі правителям південнонімецьких держав, що щойно вступили в союз, і не хотіли мати над собою ще одного монарха.

Пруссія в складі Німецької імперії, 1871–1918

Вбивство ерцгерцога Франца Фердинанда 28 червня 1914 року поклало початок ланцюжку подій, які привели до Першої світової війни. У результаті війни Німецька імперія припинила своє існування.
У 1918 році Німецька імперія була ліквідована і замінена Веймарською республікою. Після початку німецької революції імператор Вільгельм II та його син принц Вільгельм підписали документ про зречення від престолу.

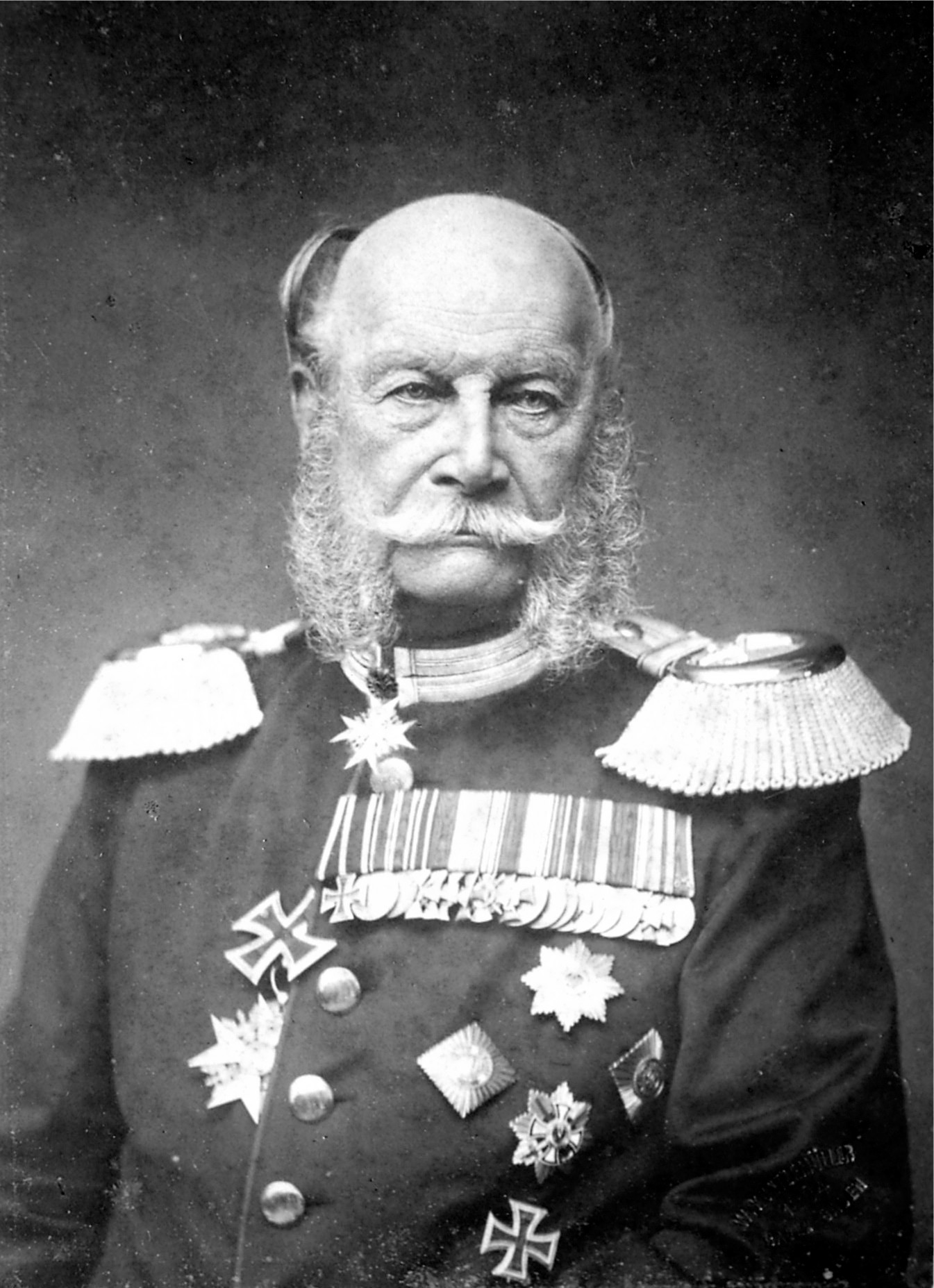
Вільгельм I (1871–1888)
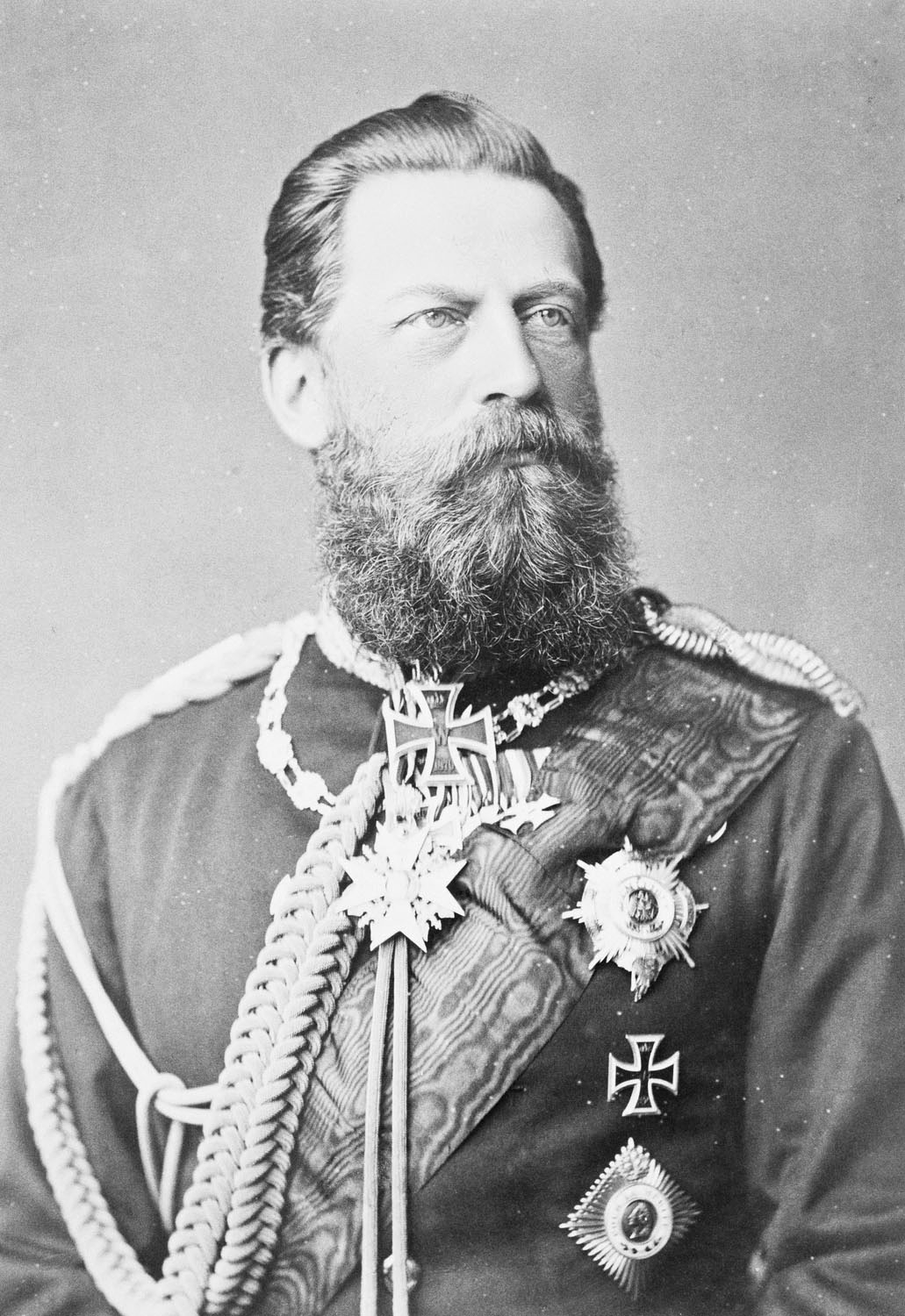
Фрідріх III (1888)
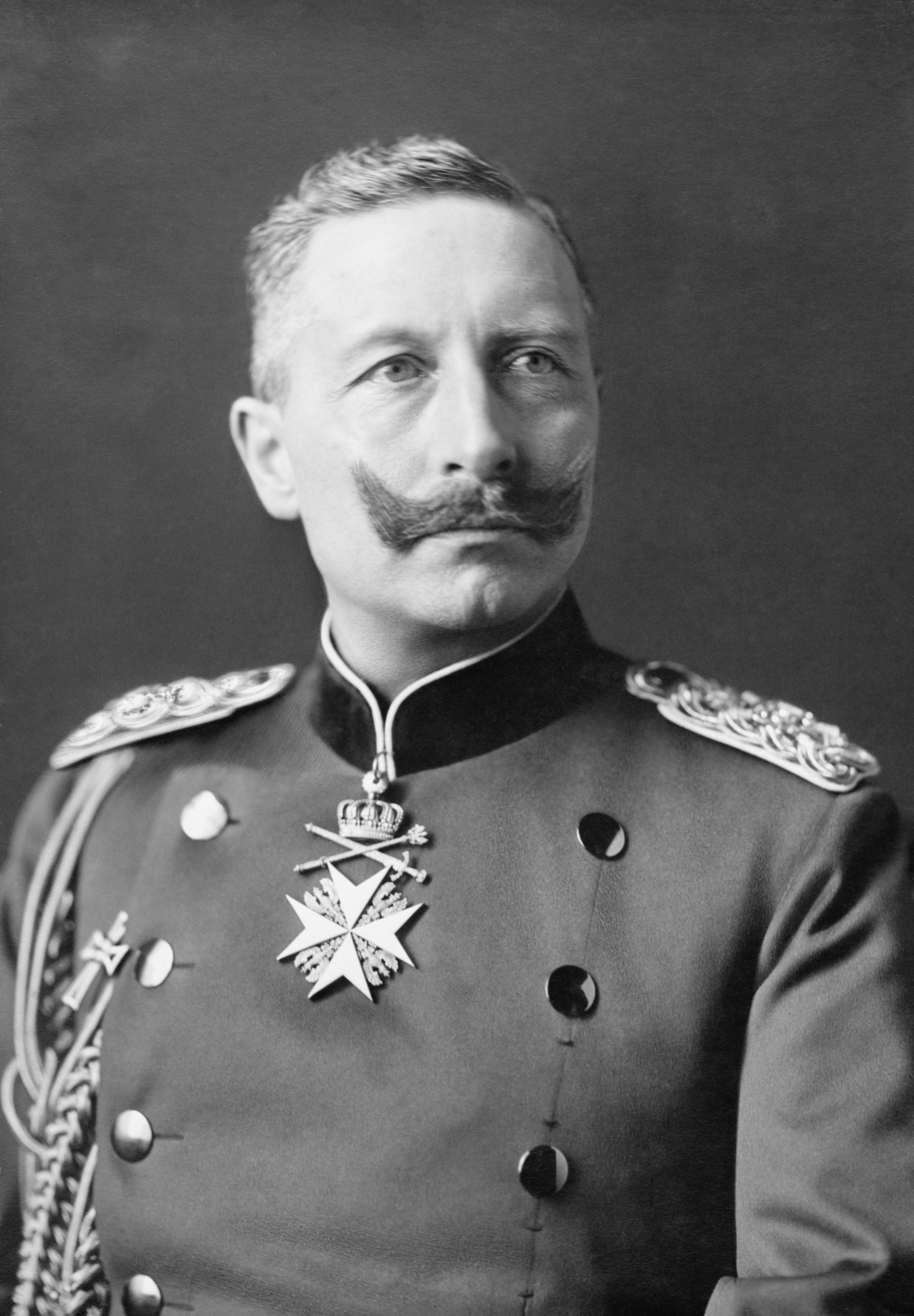
Вільгельм II (1888–1918)

## Бранденбург-Прусська гілка після зрічення 1918 року
Угода між державою та сім'єю зробила Цецилієнгоф власністю держави, але надала право проживання спадковому принцу Вільгельму та його дружині Цецилії. Сім'я також володіла палацом Монбіжу в Берліні, Олесницьким замком в Сілезії, палацом Шведт та іншим майном до 1945 року.
Після скасування німецької монархії жодні претензії Гогенцоллернів не визнаються Основним законом для Федеративної Республіки Німеччина 1949 року, який гарантує республіку.
Комуністичний уряд радянської окупаційної зони експропріював землі усіх поміщиків та промисловців; Дім Гогенцоллернів втратив майже все своє майно, зберігши за собою лише замок Гогенцоллернів у Західній Німеччині. Польський уряд привласнив собі силезьку власність, а уряд Нідерландів захопив Цецилієнгоф, резиденцію імператора у вигнанні.
В 1968 році шпрингерівська Bild Zeitung виступила за обрання Луї Фердинанда новим президентом Німеччини. У лютому 1967 року німецький історик Вальтер Герліц у газеті Die Welt писав:
|  | Династія Гогенцоллернов одного разу вже була символом державної єдності. |

Напередодні федеральних виборів 1969 року опитування читачів, проведені журналом Quick і газетою Bild, переважною більшістю голосів вважали Луї Фердинанда Пруського найбільш підходящим кандидатом на посаду федерального президента.
Після об'єднання Німеччини сім'я змогла на законних підставах повернути рухоме майно, а саме колекції витворів мистецтва та частини інтер'єру своїх колишніх палаців. Переговори щодо повернення чи компенсації за ці активи ще не завершені. 
Берлінський палац, резиденцію німецьких монархів, було перебудовано у 2020 році.

#### Порядок успадкування
| Ім'я                           | Голова будинку | Відношення до попередника            |
| ------------------------------ | -------------- | ------------------------------------ |
| Вільгельм II                   | 1918–1941      | Успадкував, як претендент на престол |
| Кронпринц Вільгельм            | 1941–1951      | Був сином попереднього               |
| Луї Фердинанд, Принц Прусський | 1951–1994      | Був сином попереднього               |
| Георг Фрідрих, Принц Прусський | з 1994         | Був онуком попереднього              |
| Карл Фрідріх, Принц Прусський  |                | Син попереднього(Спадкоємець трону)  |

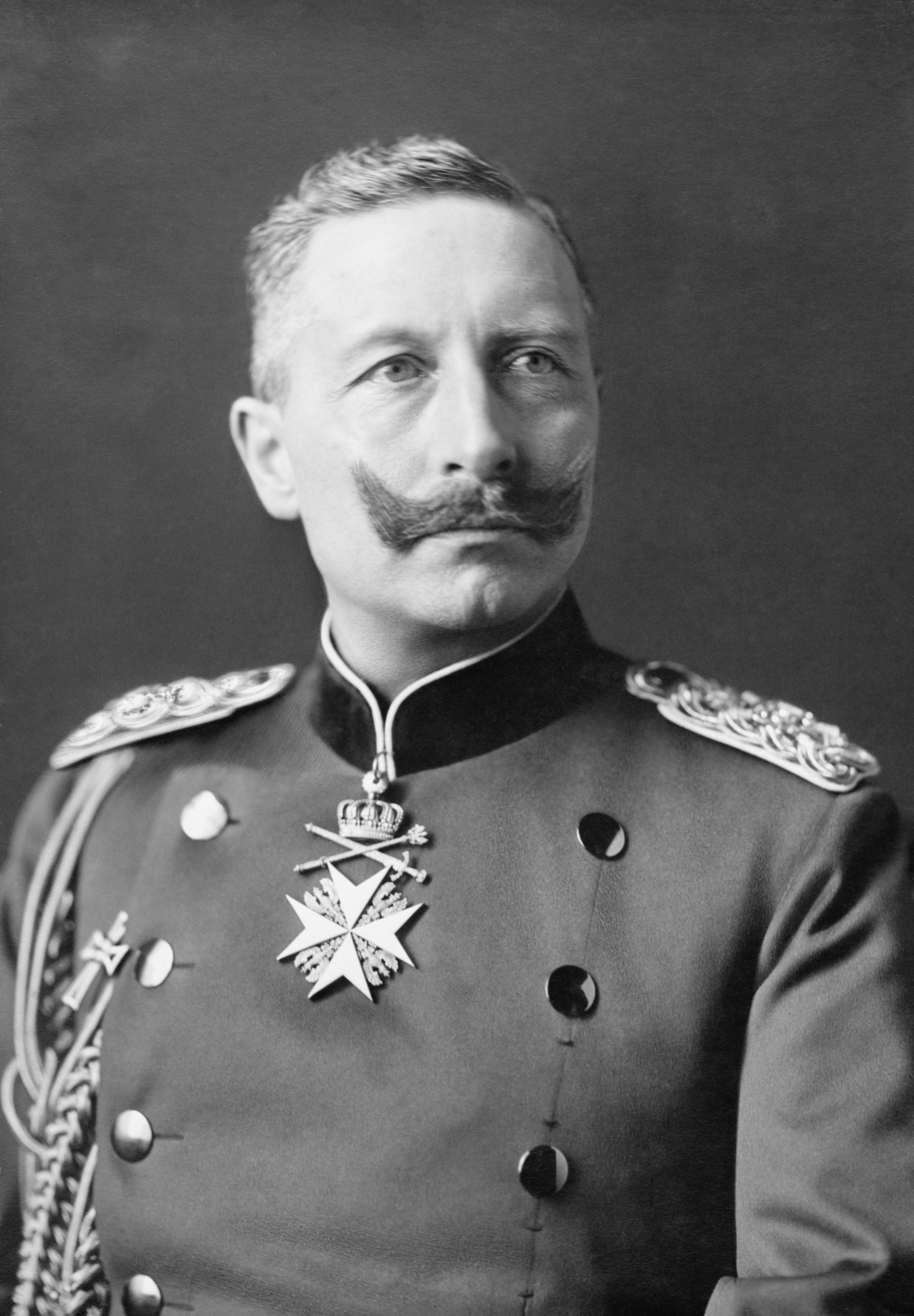
Вільгельм II, останній, що був на престолі
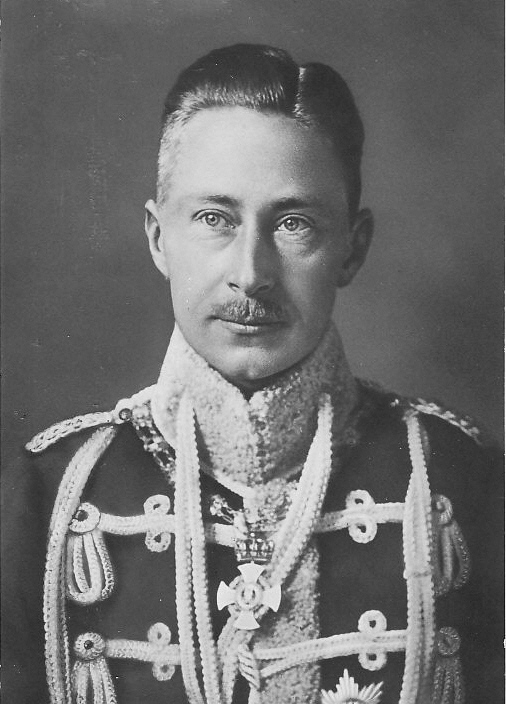
Вільгельм III (Кронпринц)
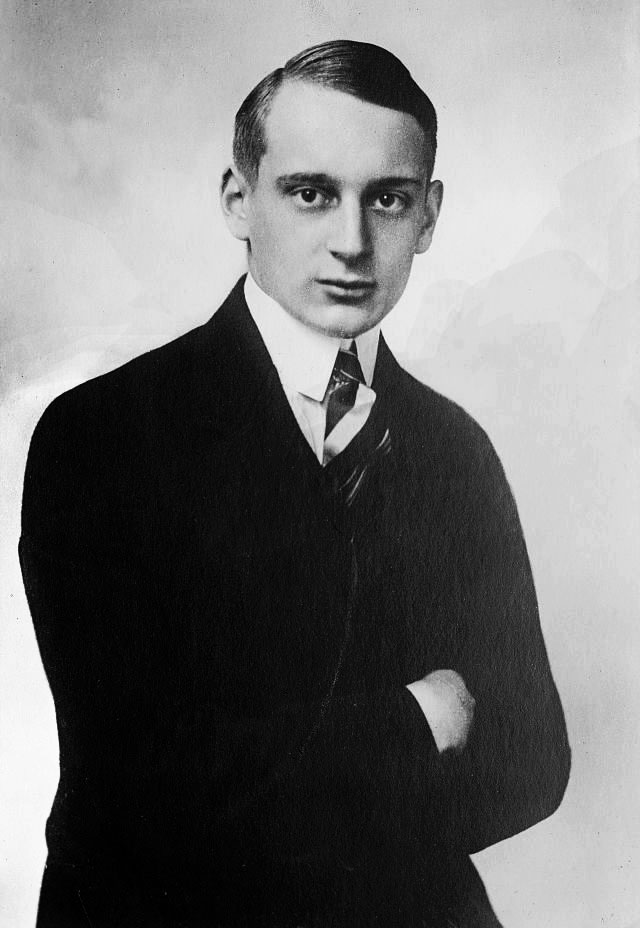
Луї Фердинанд
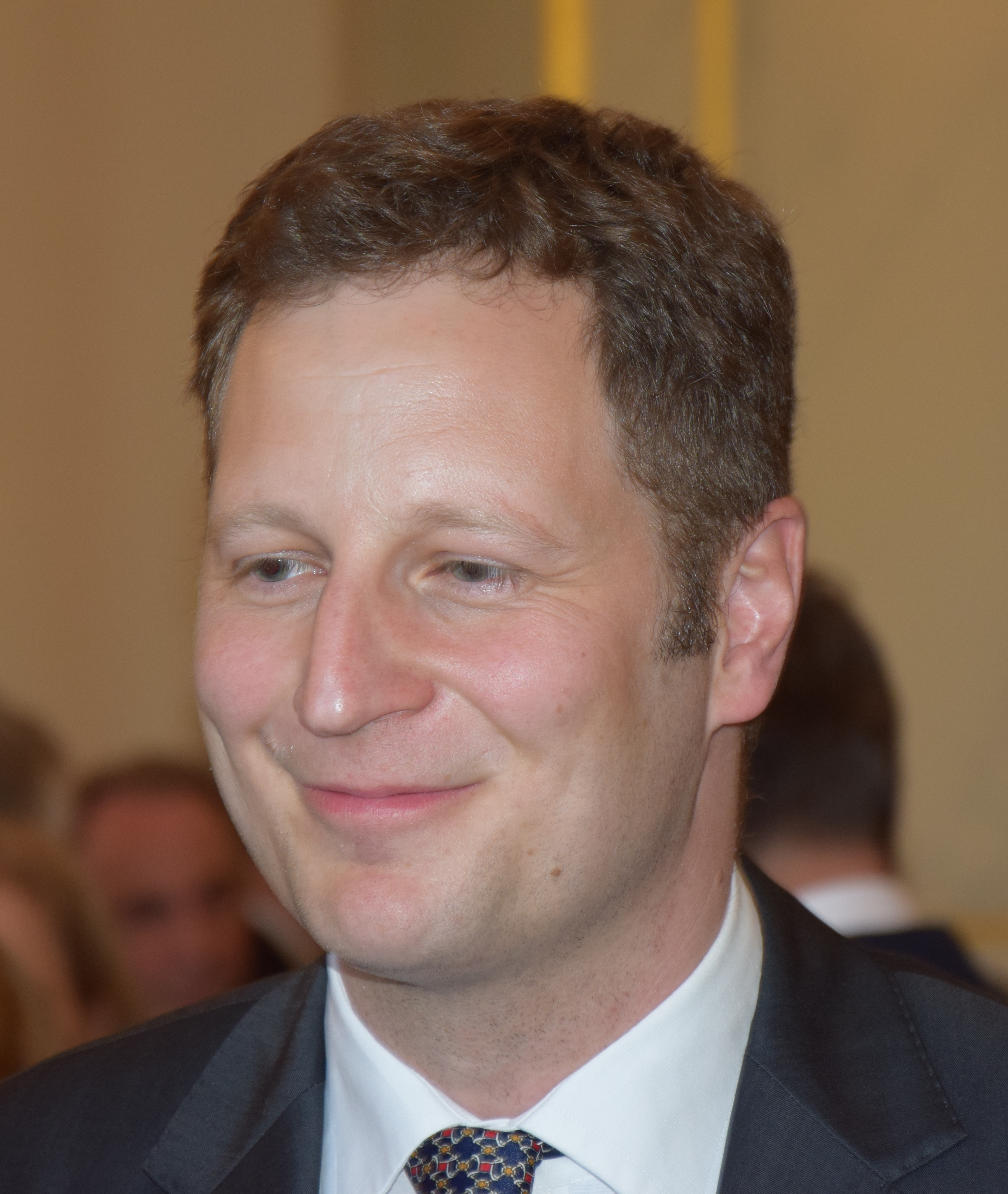
Георг Фрідріх — теперешній голова Будинку

Глава дому - титулярний король Пруссії та німецький імператор. Він також має історичне право на титул принца Оранського. Члени цієї лінії називають себе принцами Пруссії.
Георг Фрідріх, принц Пруссії, нинішній глава королівського будинку Гогенцоллернов, був одружений з принцесою Софі Ізенбурзькою 27 серпня 2011 року. 20 січня 2013 року вона народила синів-близнюків, Карла Фрідріха Франца Олександра та Луї Фердинанда Крістіана. Альбрехта у Бремені. Карл Фрідріх, старший із двох, є прямим спадкоємцем.

## Родові лінії та гілки

### Швабська гілка
Швабська гілка, родоначальником якої був Фрідріх IV, успадкувала родові володіння в Швабії. За його нащадків вона розділилася на гілки Гогенцоллерн-Гехінген і Гогенцоллерн-Зігмарінген. Після скасування цих князівств представники обох ліній були включені до пруського королівського будинку на правах молодших принців крові.

### Гілка Гогенцоллерн-Гехінген
Родоначальником гілки став граф Ейтель Фрідріх IV (1545-1605). Його син Йоганн Георг у 1623 році отримав князівський титул. Після скасування Священної Римської імперії в 1806 князівство Гогенцоллерн-Гехінген приєдналося до Рейнського союзу, а в 1815 увійшло в Німецький союз. Під тиском революції, що охопила німецькі держави в 1848-1849 роках, князь був змушений погодитися з прийняттям конституції, проте заворушення не припинилися. Щоб не допустити перевороту, Пруссія ввела свої війська у князівство. У результаті 1849 року князь Фрідріх Вільгельм Костянтин поступився своїми володіннями прусському королю Фрідріху Вільгельму IV. Після смерті Фрідріха Вільгельма Костянтина гілка згасла, проте існує його морганатичне потомство.

### Гілка Гогенцоллерн-Зігмарінген
Родоначальником гілки став граф Карл II.
У 1833 році його нащадок князь Карл дав князівству Гогенцоллерн-Зигмарінген конституцію, але важкі податки (з 1818 по 1848 вони зросли в 6 разів) викликали в 1848 революцію. Князь зрікся престолу на користь свого сина Карла-Антона, але й той не міг заспокоїти хвилювань; країна була зайнята прусськими військами, і 7 грудня 1849 князь поступився її Пруссії. Князівство Гогенцоллерн-Зигмарінген було анексовано Пруссією і згодом увійшло до складу Німецької імперії.

### Франконська гілка(Бранденбург-Прусська)
Франконська гілка, родоначальником якої став Конрад I, успадкувала Нюрнберг. До 1625 місцем поховання представників цієї лінії був Хайльсброннський монастир недалеко від головного міста Середньої Франконії Ансбаха.
Один з його нащадків, Фрідріх VI, в 1415 отримав титул курфюрста Бранденбурга. Інший, Фрідріх III, в 1701 став королем Пруссії. З цього роду походить імператор Німеччини Вільгельм I.

### Гілка графів фон Гогенберг
Родоначальником її став Бурхард III фон Цоллерн, який отримав у 1193 графство Гогенберг. Гілка згасла в 1458 після смерті графа Рудольфа VII фон Гогенберг-Нагольде. Пізніше права на титул, землі і прізвище були викуплені родом Габсбургів, після згасання Фон Гогенбергів у 1458 році. Нині титул герцогів та прізвище носять Гогенберги, морганатична гілка Габсбург-Лотарінгських, герцогським титулом була наділена Софія Хотек після одруження, із графського, Чеського роду Хотек.

## Представники

### Прусські герцоги
- Альбрехт Гогенцоллерн
- Альберт-Фрідріх Прусський
- Йоганн-Сигізмунд
- Георг-Вільгельм
- Фрідріх-Вільгельм (маркграф Бранденбургу)

### Прусські королі

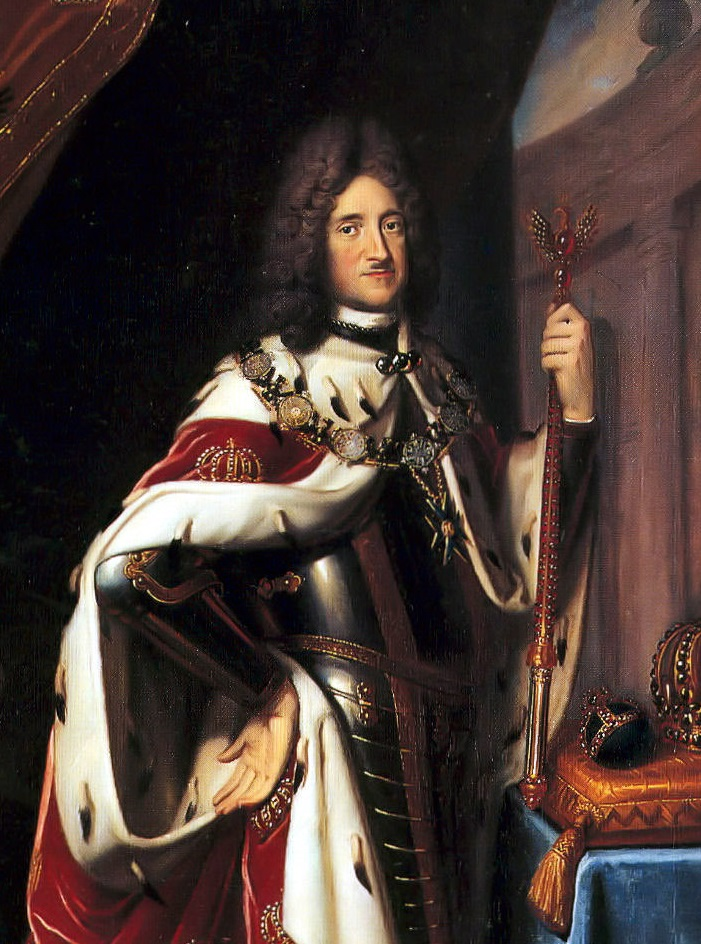
Фрідріх I (1657—1713)
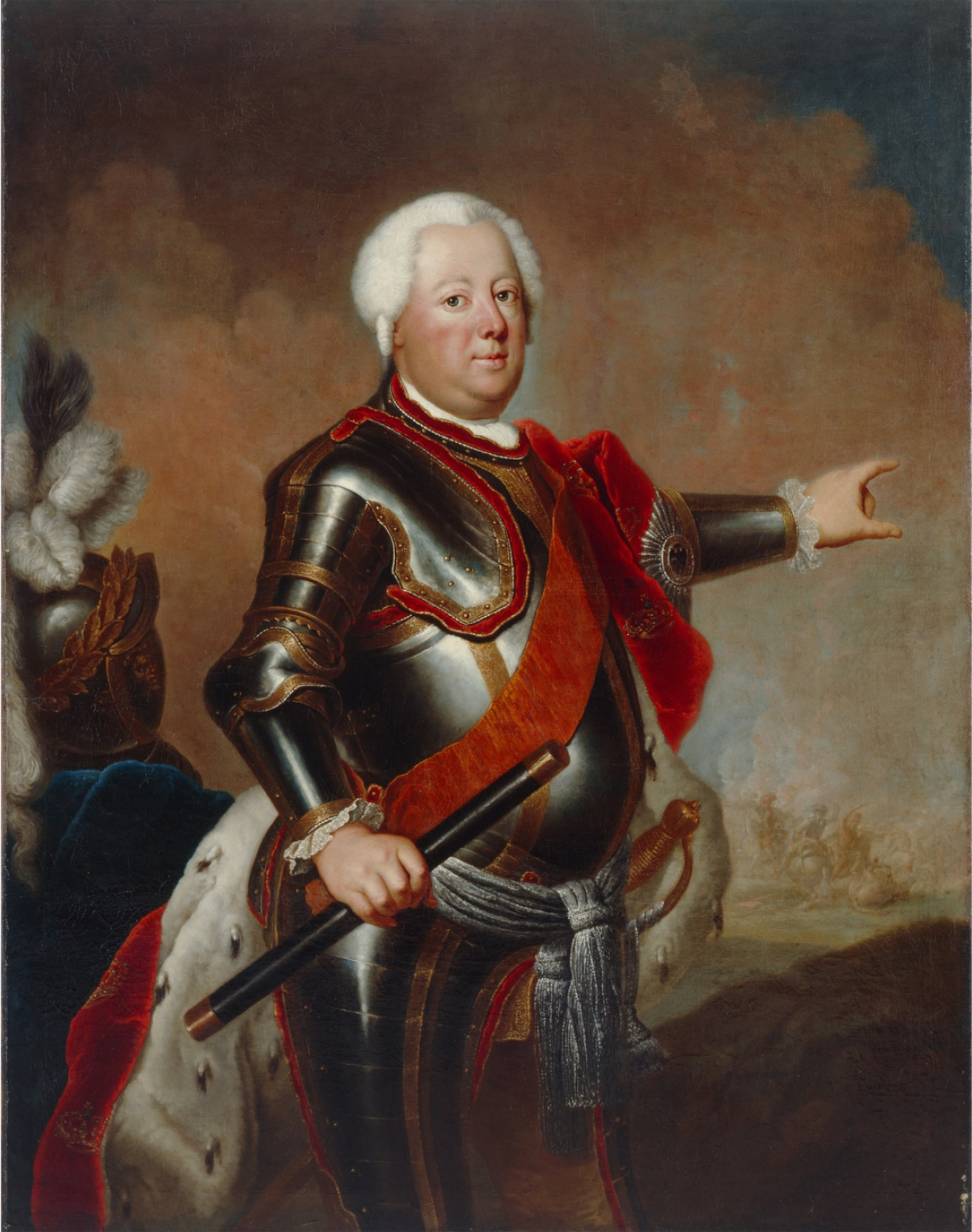
Фрідріх-Вільгельм I (1688—1740)
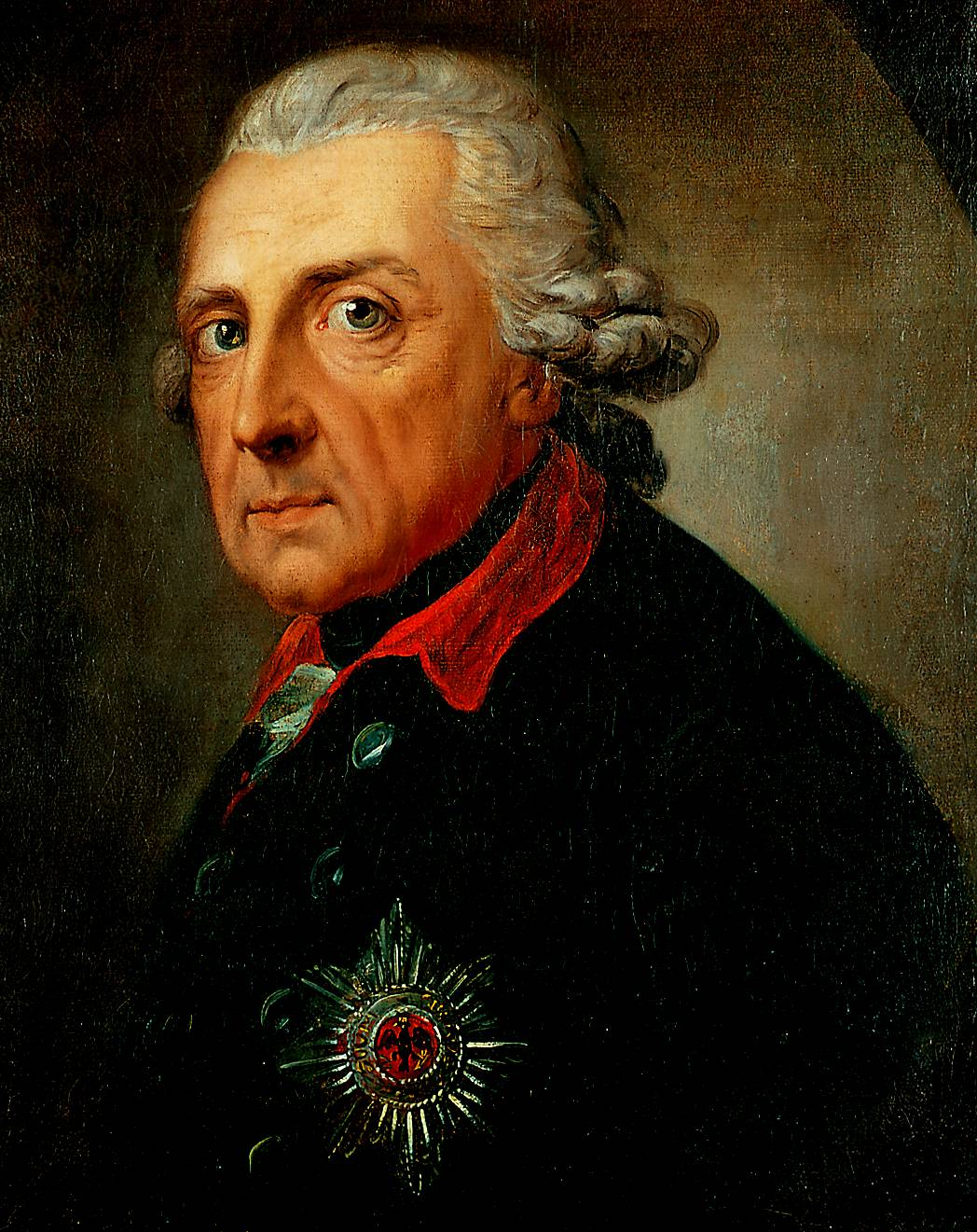
Фрідріх II Великий (1712—1786)
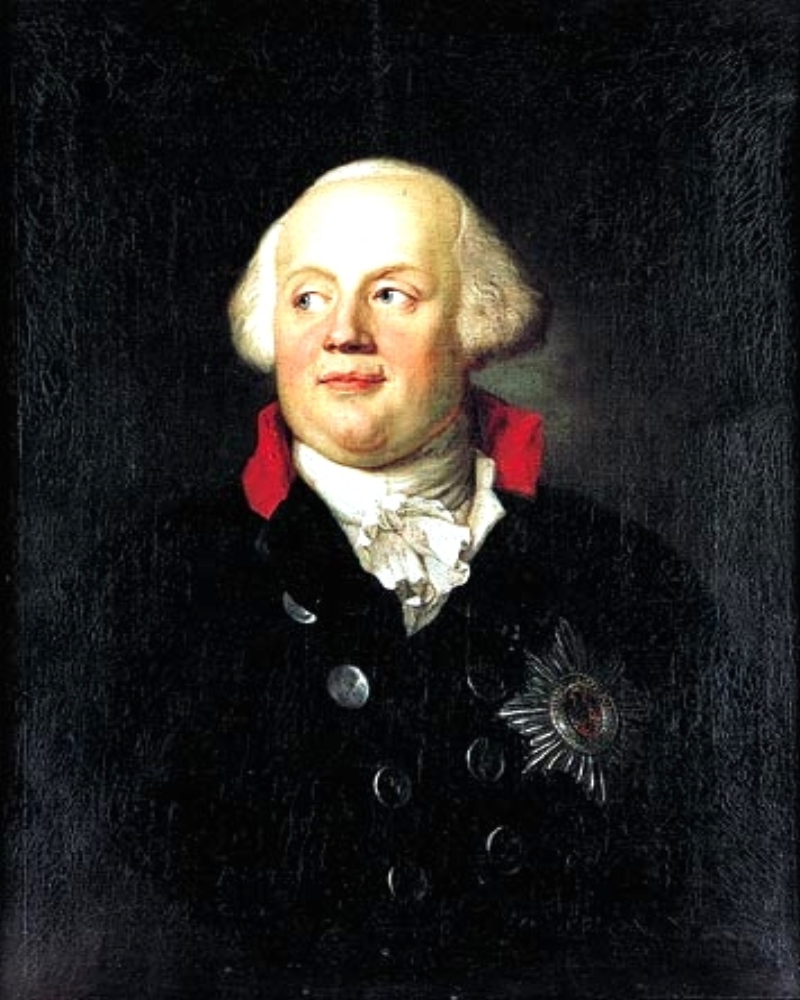
Фрідріх-Вільгельм II (1744—1797)
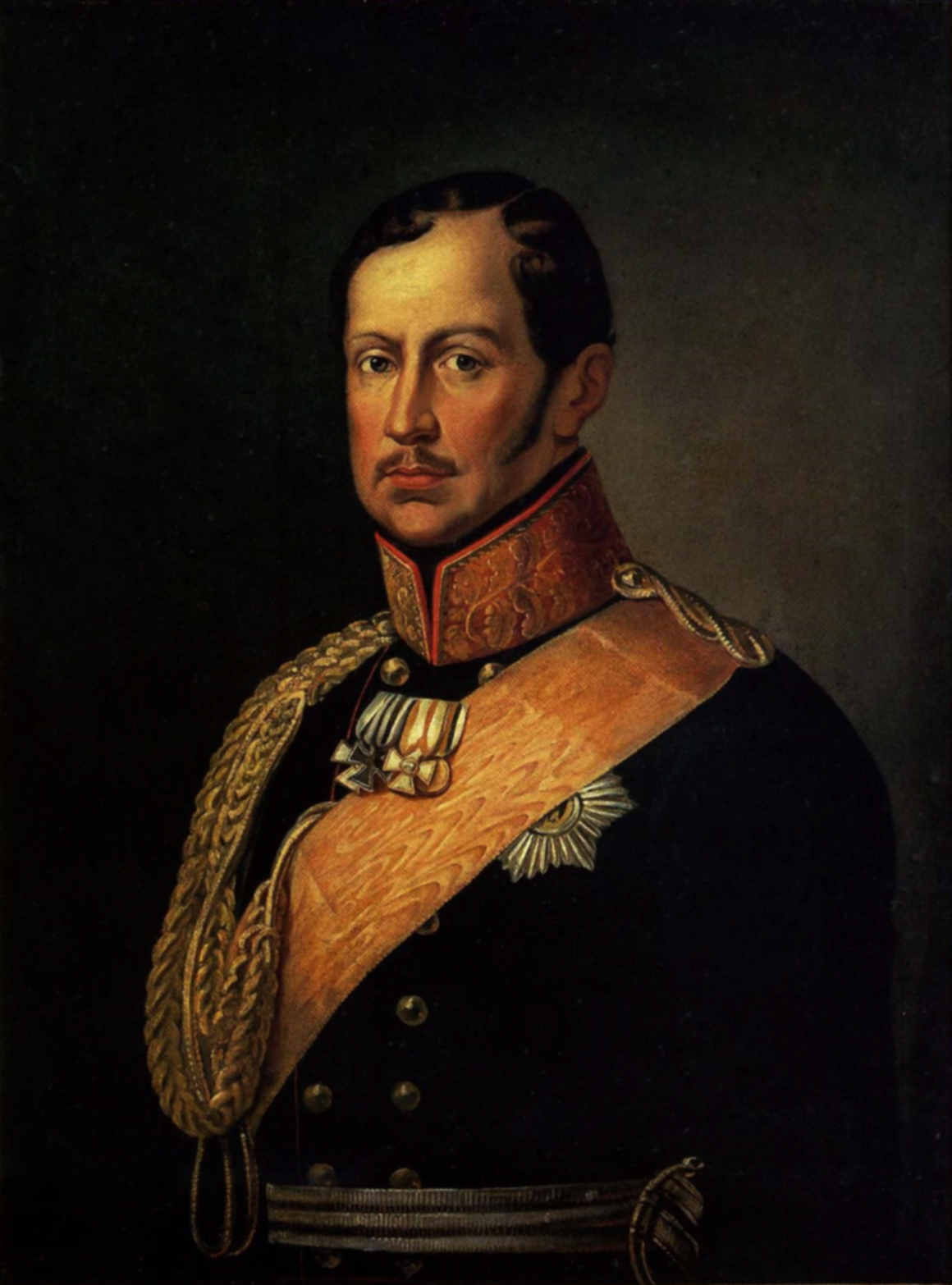
Фрідріх-Вільгельм III (1770—1840)
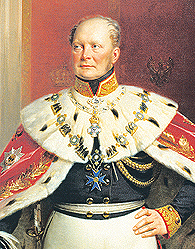
Фрідріх-Вільгельм IV (1795—1861)

## Герб
Щит розбитий на чотири частини, 1-ша і 4-та якого срібні, а 2-га і 3-тя — чорні.

Простий герб
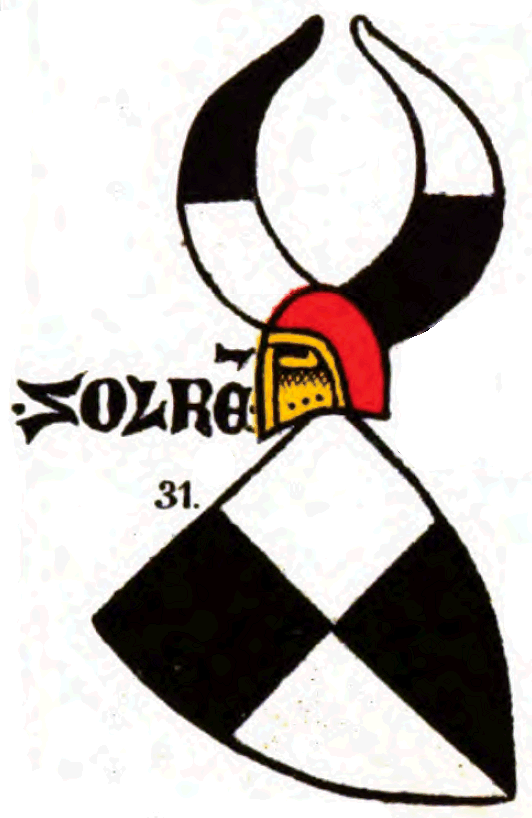
Графи (Цюрихський гербовник, бл. 1340)
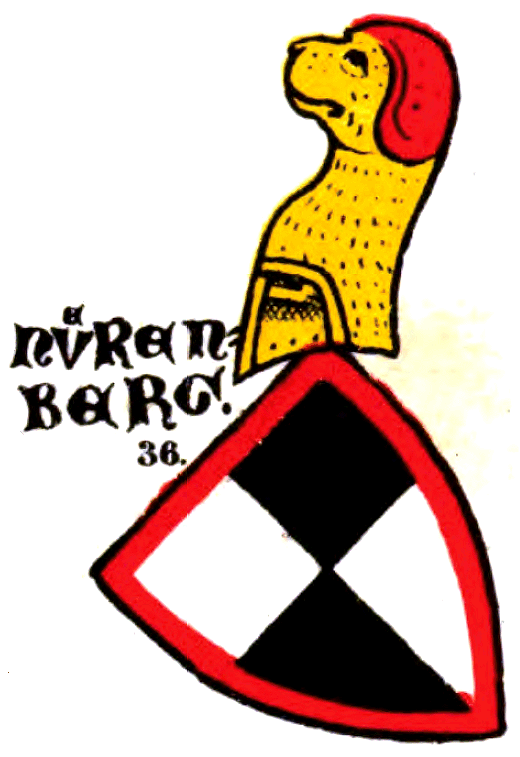
Бургграфи (Цюрихський гербовник, бл. 1340)
Бургграфи Нюрнберга
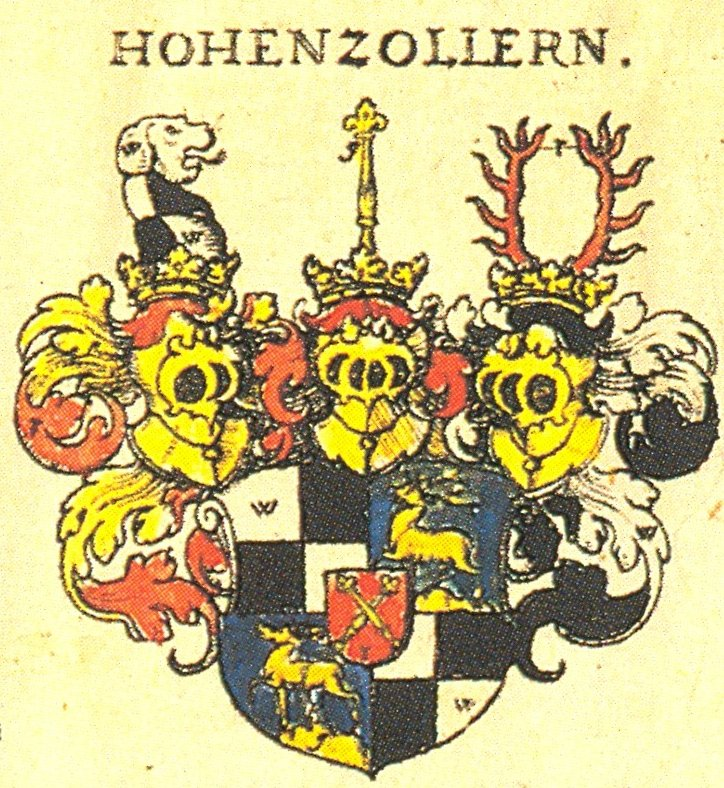
Графи (1605)
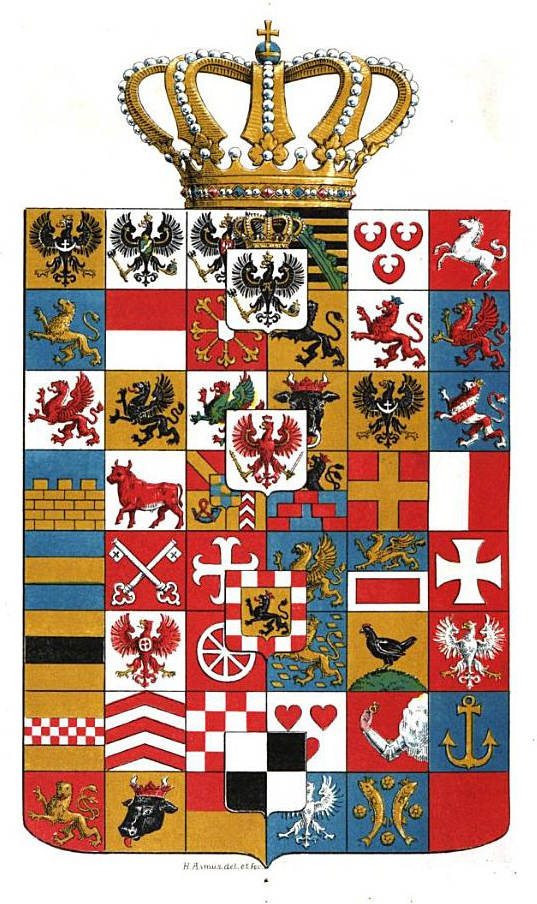
Прусські королі (1701–1918)
Німецькі імператори (1871–1918)

## Родове дерево

Родовідне дерево Гогенцоллернів